# Litouwen van A tot Z

Locatie van Litouwen

## Aardrijkskunde

### Aardrijkskunde: Gemeenten en plaatsen
Akmenė -
Alksnynė -
Alytus (districtsgemeente) -
Alytus (stad) -
Anykščiai (gemeente) -
Anykščiai (stad) -
Birštonas (gemeente) -
Birštonas (plaats) -
Biržai (gemeente) -
Biržai (plaats) -
Butrimonys -
Dieveniškės -
Druskininkai (gemeente) -
Druskininkai (plaats) -
Dubingiai -
Elektrėnai (gemeente) -
Elektrėnai (stad) -
Gargždai -
Garliava -
Glitiškės -
Grigiškės -
Ignalina (gemeente) -
Ignalina (stad) -
Jonava (gemeente) -
Jonava (stad) -
Joniškis (gemeente) -
Joniškis (plaats) -
Juodkrantė -
Jurbarkas (gemeente) -
Jurbarkas (plaats) -
Kaišiadorys (gemeente) -
Kaišiadorys (plaats) -
Kalvarija (gemeente) -
Kalvarija (plaats) -
Kaunas -
Kaunas (districtsgemeente) -
Kazlų Rūda (gemeente) -
Kazlų Rūda (plaats) -
Kėdainiai -
Kėdainiai (gemeente) -
Kelmė (gemeente) -
Kelmė (stad) -
Kernavė -
Klaipėda -
Klaipėda (districtsgemeente) -
Kretinga -
Kretinga (gemeente) -
Kupiškis -
Kupiškis (gemeente) -
Kuršėnai -
Lazdijai -
Lazdijai (gemeente) -
Lentvaris -
Marijampolė -
Marijampolė (gemeente) -
Mažeikiai -
Mažeikiai (gemeente) -
Medininkai -
Molėtai (gemeente) -
Molėtai (stad) -
Naujoji Akmenė -
Neringa -
Nida -
Pagėgiai -
Pagėgiai (gemeente) -
Pakruojis -
Pakruojis (gemeente) -
Palanga -
Panevėžys -
Panevėžys (districtsgemeente) -
Pasvalys -
Pasvalys (gemeente) -
Pervalka -
Plungė -
Plungė (gemeente) -
Preila -
Prienai -
Prienai (gemeente) -
Radviliškis -
Radviliškis (gemeente) -
Raseiniai -
Raseiniai (gemeente) -
Raudondvaris -
Rietavas -
Rietavas (gemeente) -
Rokiškis -
Rokiškis (gemeente) -
Šakiai -
Šakiai (gemeente) -
Šalčininkai -
Šalčininkai (gemeente) -
Seirijai -
Šeštokai -
Šiauliai -
Šiauliai (districtsgemeente) -
Šilalė -
Šilalė (gemeente) -
Šilutė -
Šilutė (gemeente) -
Širvintos -
Širvintos (gemeente) -
Skuodas -
Skuodas (gemeente) -
Smiltynė -
Švenčionys -
Švenčionys (gemeente) -
Steden in Litouwen -
Tauragė -
Tauragė (gemeente) -
Telšiai -
Telšiai (gemeente) -
Trakai -
Trakai (gemeente) -
Ukmergė -
Ukmergė (gemeente) -
Utena -
Utena (gemeente) -
Varėna -
Varėna (gemeente) -
Veisiejai -
Vilkaviškis -
Vilkaviškis (gemeente) -
Vilnius -
Vilnius (districtsgemeente) -
Visaginas -
Vištytis -
Žalpiai -
Zarasai -
Zarasai (gemeente) -
Žasliai -
Želva -
Zervynos

### Aardrijkskunde: Provincies en landstreken
Alytus (district) -
Baltische Euregio -
Kaunas (district) -
Klaipėda (district) -
Koerse Schoorwal -
Marijampolė (district) -
Memelland -
Oost-Europees Platform -
Panevėžys (district) -
Samogitië -
Šiauliai (district) -
Sudovië -
Tauragė (district) -
Telšiai (district) -
Utena (district) -
Vilnius (district) -
Vilniusgebied

### Aardrijkskunde: Straten en pleinen
Gedimino prospektas

### Aardrijkskunde: Water
Drūkšiaimeer -
Dysna (rivier) -
Jūra -
Kauno marios -
Koerse Haf -
Lėvuo -
Memel (rivier) -
Merkys -
Minija -
Nemunėlis -
Neris -
Nevėžis -
Oostzee -
Rivieren in Litouwen -
Šešupė -
Šešuvis -
Šventoji -
Švėtė -
Venta (rivier)

### Aardrijkskunde: Overig
Aukštojas -
Baltische staten -
Europos Parkas -
Grūtas Park -
Heksenheuvel -
Heuvel der Kruisen -
ISO 3166-2:LT -
Juozapinė -
Koerse Schoorwal -
Kruopinė -
Litouwen -
Nationaal Park Aukštaitija -
Nationaal Park Dzūkija -
Nationaal Park Koerse Schoorwal -
Nationaal Park Trakai -
Nationaal Park Žemaitija -
Nationale parken in Litouwen -
Regionaal Park Krekenavos

## Cultuur
4Fun -
Aitvaras -
Ännchen von Tharau -
Baltische mythologie -
Baltische talen -
Bier in Litouwen -
Bigos -
Cepelinai -
Europos Parkas -
Fusedmarc -
Geborsteldkeramiekcultuur -
God van Šernai -
Grūtas Park -
Heksenheuvel -
Heuvel der Kruisen -
IJzeren Wolf (personage) -
InCulto -
Karaïm -
Kernavė - 
Koers (taal) -
Kybyn -
Laura & The Lovers -
Linas & Simona -
Litouwen -
Litouwen op het Eurovisiesongfestival -
Litouwen op het Junior Eurovisiesongfestival -
Litouwers -
Litouws -
Litouwse euromunten -
Litouwse Kronieken -
Litouwse litas -
Litouws Nationaal Symfonieorkest -
LT United -
Nationale Bibliotheek van Litouwen Martynas Mažvydas -
Nieuw-Koers -
Lipka-Tataren -
Memelcultuur -
Narvacultuur -
Orde van het Kruis van Vytis -
Orde van Vytautas de Grote -
Oudroetheens -
Perkūnas -
Radziwiłł-archief en collectie van de bibliotheek van Njasvizj -
Requiem in memoriam Stasys Lozoraitis -
Ridderorden in Litouwen -
Romuva -
Rzucewocultuur -
Samogitisch -
Sangailės vasara -
Skamp -
Smetana (zuivel) -
Steden in Litouwen -
Symfonie nr. 4 (Balakauskas) -
Szlachta (adel) -
Tautiška giesmė -
Transsiberian -
Verlitouwsing -
Vlag van Alytus -
Vlag van Kaunas -
Vlag van Klaipėda -
Vlag van Litouwen -
Vlag van Šiauliai -
Vlaggen van Litouwen -
Vlaggen van Litouwse deelgebieden -
Vlaggen van Litouwse gemeenten -
Wapen van Litouwen -
Wapen van Vilnius -
Wapens van Litouwse deelgebieden -
Wapens van Litouwse gemeenten -
Werelderfgoed in Litouwen

## Economie
Baltic Beverages Holding -
Baltische Tijgers -
Banken in Litouwen -
Bank van Litouwen -
Bier in Litouwen -
Brouwerij Kalnapilis -
Brouwerij Švyturys -
Brouwerij Tauras -
Brouwerij Volfas Engelman -
Citadele banka -
Danske Bank -
Energiecentrale Litouwen -
FSRU Independence (schip, 2013) -
Kalnapilio - Tauro grupė -
Kalnapilis -
Kerncentrale Ignalina -
Lietuvos Energija -
Lietuvos Geležinkeliai -
Litouwse euromunten -
Litouwse litas -
NoBusiness Records -
ORLEN Lietuva -
Ostmark -
Ostrubel -
SEB Bankas -
Skandinaviska Enskilda Banken -
Švyturys -
Swedbank -
Talonas -
Tauras -
Utenos -
Utenos Alus -
Volfas Engelman -
Winkelcentrum MEGA Kaunas

## Gebouwen en monumenten
Aartsengel Michaëlkerk (Kaunas) -
Alexander Nevskikerk (Vilnius) -
Allerheiligenkerk (Vilnius) -
Ännchen von Tharau -
Christus-Koningkathedraal (Panevėžys) -
Energiecentrale Litouwen -
Filippus en Jacobuskerk (Vilnius) -
Franciscus Xaveriuskerk (Kaunas) -
Gediminastoren -
Groene Brug (Vilnius) -
Heilig Hartkerk (Vilnius) -
Heilig Kruiskerk (Vilnius) -
Hemelvaartskerk (Vilnius) -
Hervormde kerk (Vilnius) -
Kasteel Trakai -
Kathedraal van de Ontslapenis van de Moeder Gods (Vilnius) -
Kathedraal van Vilnius -
Kathedrale basiliek van de Apostelen Petrus en Paulus (Kaunas) -
Kerk van de Heilige Geest in Vilnius (katholiek) -
Kerk van de Heilige Geest in Vilnius (orthodox) -
Kerk van de Hemelvaart van de Heilige Maagd Maria (Kaunas) -
Kerk van de Moeder Gods van het Teken (Vilnius) -
Kerncentrale Ignalina -
Koningin Louisebrug -
Michaël en Constantijnkerk (Vilnius) -
Nationale Bibliotheek van Litouwen Martynas Mažvydas -
Negende Fort -
Orthodoxe kerk van Druskininkai -
Petrus en Pauluskathedraal (Šiauliai) -
Petrus en Pauluskerk (Vilnius) -
Poort van het Morgenrood -
Raduškevičius-Paleis -
Sint-Annakerk (Vilnius) -
Sint-Antoniuskathedraal (Telšiai) -
Sint-Casimirkerk (Vilnius) -
Sint-Catharinakerk (Vilnius) -
Sint-Franciscus en Bernardinuskerk -
Sint-Ignatiuskerk (Vilnius) -
Sint-Johanneskerk (Vilnius) -
Sint-Rafaëlkerk (Vilnius) -
Sint-Theresiakerk (Vilnius) -
Televisietoren van Vilnius -
Transfiguratiekathedraal (Kaišiadorys) -
Werelderfgoed in Litouwen -
Winkelcentrum MEGA Kaunas

## Geschiedenis
Baltische gouvernementen -
Baltische Weg -
Battlegroup I-2010 -
Bloedbad van Butrimonys -
Bloedbad van Glitiškės -
Bloedbad van Paneriai -
Chmelnytsky-opstand -
Geborsteldkeramiekcultuur -
Gediminiden -
Geschiedenis van Litouwen -
Getto van Vilnius -
Gouvernement Augustów -
Gouvernement Grodno -
Gouvernement Kovno -
Gouvernement Litouwen -
Gouvernement Suwałki -
Gouvernement Vilnius -
Grootvorstendom Litouwen -
Huis Jagiello -
Januariopstand (Rusland) -
Jatvingen -
IJzeren Wolf (organisatie) -
Karaïm -
Kasteel van Krevo -
Koeren -
Koninkrijk Litouwen (1251-1263) -
Koninkrijk Litouwen (1918) -
Lijflandse Oorlog -
Lipka-Tataren -
Litouwen - 
Litouwse Communistische Partij -
Litouwse Kronieken -
Litouwse litas -
Litouwse Socialistische Sovjetrepubliek -
Litouwse Socialistische Sovjetrepubliek (1918-1919) -
Litouws-Pools-Oekraïense Brigade -
Litouws-Wit-Russische Socialistische Sovjetrepubliek -
Memelcultuur -
Memelland -
Molotov-Ribbentroppact -
Narvacultuur -
Negende Fort -
Nieuw-Oost-Pruisen -
Ober-Ost -
Opperste Sovjet van de Litouwse Socialistische Sovjetrepubliek -
Ostmark -
Ostrubel -
Policiniai Batalionai -
Pools-Litouwse Gemenebest -
Radziwiłł-archief en collectie van de bibliotheek van Njasvizj -
Republiek Midden-Litouwen -
Resolutie 711 Veiligheidsraad Verenigde Naties -
Rijkscommissariaat Ostland -
Rzucewocultuur -
Sąjūdis -
Slag bij Raseiniai -
Slag bij Saule -
Slag bij Tannenberg (1410) -
Smolenskoorlog -
Staatshoofden van Litouwen -
Sudovië -
Švenčionysoffensief -
Szlachta (adel) -
Talonas -
Unie van Krevo -
Unie van Lublin -
Verlitouwsing -
Vilniusgebied -
Vrede van Brest-Litovsk -
Westelijke kraj -
Woudbroeders -
Zingende revolutie -
Zwart-Roethenië

## Media
Lietuvos nacionalinis radijas ir televizija -
LRT televizija

## Personen

### Personen: Cultuur
Aivaras -
Vytautas Bacevičius -
Osvaldas Balakauskas -
Vykintas Baltakas -
Jurgis Baltrušaitis -
Nojus Bartaška -
Vaidas Baumila -
Algis Budrys -
Vilhelmas Čepinskis -
Mikalojus Konstantinas Čiurlionis -
Simon Dach -
Ingeborga Dapkūnaitė -
David Geringas -
Vincas Grybas -
Jurga Ivanauskaitė -
Felix Kaplan -
Vincas Kudirka -
Vytautas Landsbergis -
Monika Linkytė -
Algina Lipskis -
Vilija Matačiūnaitė -
Jeronimas Milius -
Juozas Miltinis -
Donny Montell -
Deimantas Narkevičius -
Alina Orlova -
Joeri Pen -
Andrius Pojavis -
Julian Rachlin -
Antanas Samuolis -
Evelina Sašenko -
Jacques Sernas -
Aistė Smilgevičiūtė -
Sasha Son -
Stellardrone -
Edita Vilkevičiūtė -
Povilas Višinskis -
Vydūnas -
Ovidijus Vyšniauskas -
Vytautas Žalakevičius

### Personen: Denksport
Semion Alapin -
Romanas Arlauskas -
Camilla Baginskaite -
Edvardas Bužinskis -
Viktorija Čmilytė -
Aleksej Domchev -
Aloyzas Kveinys -
Vytautas Landsbergis -
Eduardas Rozentalis -
Tony G -
Salomėja Zaksaitė

### Personen: Economie
Rolandas Paksas -
Tony G

### Personen: Geschiedenis
Alexander van Polen -
Algirdas -
Anna van Litouwen -
Levin August von Bennigsen -
Pavel Bermondt-Avalov -
Butigeidis -
Butvydas -
Casimir IV van Polen -
Daumantas van Litouwen -
Daumantas van Pskov -
Gediminas -
Jaunutis -
Kęstutis -
Konstantin von Kaufman -
Michail Koetoezov -
Liubartas -
Mindaugas -
Mindaugas II van Litouwen -
Emilia Plater -
Barbara Radziwiłł -
Mikołaj Radziwiłł (de Rode) -
Sigismund Kęstutaitis -
Skirgaila -
Chiune Sugihara -
Sjvarn -
Švitrigaila -
Traidenis -
Treniota -
Vaišvilkas -
Vytenis -
Vladimir Olgerdovich -
Vykintas -
Vytautas de Grote -
Wladislaus II Jagiello -
Jan Zwartendijk

### Personen: Leger en paramilitairen
Pavel Bermondt-Avalov -
Jan Karol Chodkiewicz -
Hans Lipschis -
Emilia Plater

### Personen: Politiek
Valdas Adamkus -
Laima Andrikienė -
Zigmantas Balčytis -
Jurgis Baltrušaitis -
Vilija Blinkevičiūtė -
Algirdas Brazauskas -
Algirdas Butkevičius -
Kazys Grinius -
Dalia Grybauskaitė -
Juozas Imbrasas -
Gediminas Kirkilas -
Vytautas Landsbergis -
Linas Linkevičius -
Antanas Merkys -
Radvilė Morkūnaitė -
Rolandas Paksas -
Justas Paleckis -
Justas Vincas Paleckis -
Kazimiera Prunskienė -
Algirdas Saudargas -
Algirdas Šemeta -
Antanas Smetona -
Aleksandras Stulginskis -
Valdemar Tomaševski -
Augustinas Voldemaras

### Personen: Religie
Audrys Juozas Bačkis -
Casimir de Heilige -
Vincentas Sladkevičius -
Vitas van Litouwen

### Personen: Sport
Virgilijus Alekna -
Vytautas Andriuškevičius -
Giedrius Arlauskis -
Gediminas Bagdonas -
Živilė Balčiūnaitė -
Linas Balčiūnas -
Virginijus Baltušnikas -
Aivaras Baranauskas -
Mindaugas Barauskas -
Ričardas Berankis -
Simonas Bilis -
Fiodor Černych -
Valdemaras Chomičius -
Tomas Danilevičius -
Tomas Daumantas -
Margarita Drobiazko -
Nerijus Dunauskas -
Darijus Džervus -
Rūta Gajauskaitė -
Vladas Garastas -
Rūta Garkauskaitė -
Paulius Grybauskas -
Sigitas Jakubauskas -
Edgaras Jankauskas -
Ieva Januškevičiūtė -
Arminas Jasikonis -
Gintaras Juodeikis -
Egidijus Juodvalkis -
Dainius Kairelis -
Jurgis Kairys -
Felix Kaplan -
Žydrūnas Karčemarskas -
Darius Kasparaitis -
Artūras Kasputis -
Gediminas Kaupas -
Natas Kaupas -
Linas Klimavičius -
Ignatas Konovalovas -
Aidis Kruopis -
Rimas Kurtinaitis -
Darius Labanauskas -
Rasa Leleivytė -
Remigius Lupeikis -
Šarūnas Marčiulionis -
Gediminas Mažeika -
Rūta Meilutytė -
Igoris Morinas -
Ramūnas Navardauskas -
Arvydas Novikovas -
Gintautas Oemaras -
Rolandas Paksas -
Igoris Pankratjevas -
Jolanta Polikevičiūtė -
Rasa Polikevičiūtė -
Edita Pučinskaitė -
Danas Rapšys -
Živilė Raudonienė -
Aidas Reklys -
Artūras Rimkevičius -
Linas Rumšas -
Raimondas Rumšas -
Saulius Ruškys -
Marius Sabaliauskas -
Arvydas Sabonis -
Algimantas Šalna -
Saulius Šarkauskas -
Žydrūnas Savickas -
Deividas Šemberas -
Ernestas Šetkus -
Evaldas Šiškevičius -
Paulius Šiškevičius -
Andrius Skerla -
Austra Skujytė -
Vykintas Slivka -
Vladimir Smirnov
Lukas Spalvis -
Marius Stankevičius -
Akvilė Stapušaitytė -
Stefanija Statkuvienė -
Giedrius Titenis -
Daiva Tušlaitė -
Romas Ubartas -
Tomas Vaitkus -
Jonas Valančiūnas -
Povilas Vanagas -
Kazimieras Vasiliauskas -
Vida Vencienė -
Andrejus Zadneprovskis -
Marius Žaliūkas -
Rokas Zaveckas -
Diana Žiliūtė -
Robertas Žulpa

### Personen: Wetenschap
Marija Gimbutas -
Algirdas Greimas -
Felix Kaplan -
Vytautas Landsbergis -
Emmanuel Levinas -
Vytautas Mažiulis -
Kazimiera Prunskienė

## Politiek en bestuur
Algemene Joodse Arbeidersbond -
Bestuurlijke indeling van Litouwen -
Darbo Partija -
Electorale Actie van Polen in Litouwen -
IJzeren Wolf (organisatie) -
ISO 3166-2:LT -
Lietuvos socialdemokratų partija -
Litouwse Communistische Partij -
Litouwse Democratische Arbeiderspartij -
Litouwse gemeente -
Opperste Sovjet van de Litouwse Socialistische Sovjetrepubliek -
Sąjūdis -
Seimas -
Seniūnija -
Staatshoofden van Litouwen -
Steden in Litouwen -
Tėvynės Sąjunga – Lietuvos krikščionys demokratai -
Tvarka ir teisingumas -
Vlaggen van Litouwen -
Vlaggen van Litouwse deelgebieden -
Vlaggen van Litouwse gemeenten -
Wapens van Litouwse deelgebieden -
Wapens van Litouwse gemeenten

## Rampen
Litouwse rampen

## Religie
Aartsbisdom Kaunas -
Aartsbisdom Vilnius -
Algemene Joodse Arbeidersbond -
Bisdom Kaišiadorys -
Bisdom Panevėžys -
Bisdom Šiauliai -
Bisdom Telšiai -
Bisdom Vilkaviškis -
Katholieke Kerk in Litouwen -
Litouws militair ordinariaat

## Sport
Baltische voetbalbond -
LFF-stadion -
Litouwen op de Olympische Spelen -
Litouws basketbalteam (mannen) -
Litouws basketbalteam (vrouwen) -
Litouws voetbalelftal -
FK Palanga -
Sūduvastadion -
FK Trakai

## Vervoer
Air Lituanica -
Aurela -
Avion Express -
DOT LT -
Europese weg 28 -
Europese weg 67 -
Europese weg 77 -
Europese weg 85 -
Europese weg 262 -
Europese weg 272 -
FlyLAL -
Hoofdwegen in Litouwen -
Lietuvos Geležinkeliai -
Luchthaven Palanga -
Luchthaven Vilnius -
Small Planet Airlines -
Wegen in Litouwen

## Wetenschap
Geodetische boog van Struve -
ISO 3166-2:LT